# Jiří Běleš
Jiří Běleš (* 15. září 1957) je bývalý český fotbalista, záložník.

## Fotbalová kariéra
V lize hrál za TJ Vítkovice. Získal ligový titul v sezóně 1985/1986 s Vítkovicemi. V československé lize nastoupil ve 112 utkáních a dal 7 gólů. V Poháru mistrů evropských zemí nastoupil ve 4 utkáních.

## Ligová bilance
| Ročník                                   | Zápasy | Góly | Minuty | Klub         |
| ---------------------------------------- | ------ | ---- | ------ | ------------ |
| 1. československá fotbalová liga 1981/82 | 15     | 0    | 1244   | TJ Vítkovice |
| 1. československá fotbalová liga 1982/83 | 21     | 0    | 1052   | TJ Vítkovice |
| 1. československá fotbalová liga 1983/84 | 19     | 2    | 1531   | TJ Vítkovice |
| 1. československá fotbalová liga 1984/85 | 26     | 3    | 2105   | TJ Vítkovice |
| 1. československá fotbalová liga 1985/86 | 15     | 0    | 780    | TJ Vítkovice |
| 1. československá fotbalová liga 1986/87 | 16     | 2    | 1187   | TJ Vítkovice |
| CELKEM                                   | 112    | 7    | 7899   |              |